# Svalebæk (landsby)
 For alternative betydninger, se Svalebæk. (Se også artikler, som begynder med Svalebæk)
Svalebæk er en meget lille landsby på Sydsjælland med cirka 30 indbyggere beliggende i Teestrup Sogn og Faxe Kommune, 7 kilometer sydvest for Haslev og 16 kilometer nord for Næstved. Landsbyen tilhører Region Sjælland.
I Svalebæk ligger folkeskolen Svalebækskolen (tegnet af Arne Jacobsen), hvis berettigelse ligger i befolkningsgrundlaget i landsbyerne Teestrup, Skuderløse og Bråby og Bråby Stationsby. Endvidere huser skolens område Svalebæk Idrætsforening. 
Byen havde indtil 1960erne et andelsmejeri.
|  | Denne artikel om lokaliteten Svalebæk (landsby) kan blive bedre, hvis der indsættes et (bedre) billede. Du kan hjælpe ved at afsøge Wikimedia Commons for et passende billede eller lægge et op på Wikimedia Commons med en af de tilladte licenser og indsætte det i artiklen. |

55°18′42″N 11°52′37″Ø / 55.31167°N 11.87694°Ø